# Fontaine de Moïse (Moudon)
Pour les articles homonymes, voir Fontaine de Moïse.
La fontaine de Moïse, dite également fontaine de la place du Château en raison de la localisation, est une fontaine située dans la ville vaudoise de Moudon, en Suisse.

## Histoire
La colonne et la statue de Moïse ont été réalisées en 1559 par le sculpteur Laurent Perroud à qui l'on doit également en particulier la fontaine de la Justice de la place de la Palud à Lausanne. Le bassin octogonal, date lui de 1679.
L'ensemble de la fontaine est inscrite comme bien culturel suisse d'importance nationale ; le personnage de Moïse avait été classé en 1900 après une première rénovation, le reste du monument l'a été en 1959. Des restaurations ultérieures furent conduites en 1975 et 1999, permettant de remplacer la main droite ainsi qu'une partie des tables de la loi qui avaient disparu.